# Mouvement des citoyens (France)
Pour les articles homonymes, voir Mouvement des citoyens et MDC.
 (mars 2024).
Le Mouvement des citoyens (MDC) est un parti politique cofondé en 1993 par Jean-Pierre Chevènement et Max Gallo sur la base du Centre d'études, de recherches et d'éducation socialiste (CERES), un des courants présents à la fondation du Parti socialiste lors du congrès d'Épinay en 1971. Il a été refondé en 2018.
Pour la présidentielle de 2002, le parti est englobé au sein du rassemblement baptisé Pôle républicain ; il se fond officiellement au sein de ce dernier après le scrutin présidentiel. En janvier 2003, Jean-Pierre Chevènement fonde un nouveau parti, le Mouvement républicain et citoyen (MRC).
Fin 2018, le Mouvement des citoyens est relancé par des délégués défavorables au rapprochement du MRC avec le mouvement Alternative pour un programme républicain, écologiste et socialiste, créé par Marie-Noëlle Lienemann et Emmanuel Maurel après leur départ du PS — rapprochement qui conduit à la formation de la Gauche républicaine et socialiste.

## Historique

### MDC de Chevènement (1992-2003)

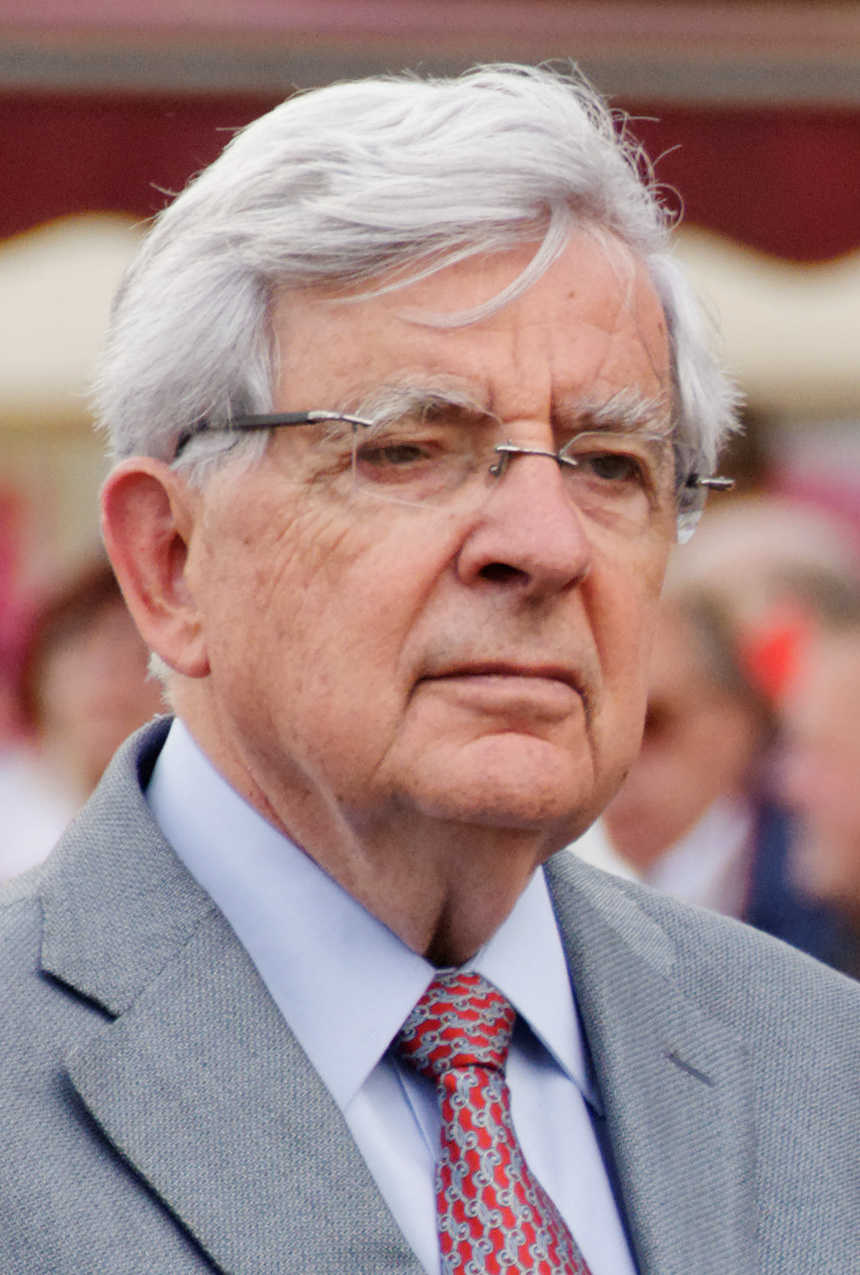
Jean-Pierre Chevènement.

Le MDC a été fondé juste après la guerre du Golfe, les membres du CERES étant opposés à l'orientation du Parti socialiste lors du conflit ; et avant le référendum sur le traité de Maastricht. Son symbole était une cerise, allusion au Temps des cerises. Le congrès constitutif a lieu les 3, 4 et 5 décembre 1993 à Saint-Égrève en Isère.
Aux élections européennes de 1994, la liste « L'autre politique » conduite par Jean-Pierre Chevènement obtient 2,54 % (494 986 voix). Elle se réclame de l'opposition de gauche au traité de Maastricht et réunit des candidats socialistes (MDC), communistes rénovateurs (Anicet Le Pors, Roland Renard), féministes (Gisèle Halimi, Béatrice Patrie), radicaux (Claude Nicolet, Henri Caillavet) et gaullistes (Pierre Marie Gallois, Pierre Dabezies).
Aux élections législatives de 1997, le MDC participe à la « gauche plurielle » et obtient sept élus (Jacques Desallangre, Roland Carraz, Michel Suchod, Jean-Pierre Michel, Georges Sarre, Pierre Carassus, Jean-Pierre Chevènement) et un apparenté (Gérard Saumade), qui siègent au groupe RCV. Plusieurs députés socialistes rejoignent ensuite le MDC (Jean-Pierre Pernot, Bernard Seux). Jean-Pierre Chevènement est nommé ministre de l'Intérieur du gouvernement de Lionel Jospin.
Cette participation au gouvernement va créer progressivement des désaccords puis une crise au sein du MDC avec le départ d'un certain nombre d'adhérents et de responsables locaux après la décision imposée par la direction du mouvement, contre l'avis notamment du congrès de Créteil en février 1999, de faire liste commune avec le PS aux élections européennes sur une orientation d'accompagnement du traité de Maastricht et de la régionalisation.
Après sa démission du gouvernement en août 2000 à la suite d'une divergence survenue avec Jospin sur la question corse, Jean-Pierre Chevènement se présente à l'élection présidentielle du 21 avril 2002 comme candidat du Pôle républicain (rassemblement de républicains de plusieurs bords). Il obtient 5,33 % (1 518 528 voix).
Le 12 mai 2002, après le scrutin présidentiel, le MDC s'auto-dissout pour mieux associer les personnalités ralliées dans la campagne présidentielle dans le Pôle républicain, dans la perspective des élections législatives. Ce dernier n'obtiendra aucun élu lors du scrutin législatif (contre 8, dont un apparenté, pour le MDC en 1997).
Ce sérieux revers provoque le délitement du Pôle républicain et le départ de nombreux militants de l'ex-MDC dans l'Association pour une gauche républicaine (AGR), autour de l'ancien député Jean-Pierre Michel et fondent la Coordination nationale de la gauche républicaine.
En janvier 2003, le Mouvement républicain et citoyen est fondé : il est pour la plupart constitué d'anciens membres du MDC et se veut donc son continuateur au sein du Pôle républicain.

### Refondation (2018)
Non-favorables au rapprochement du MRC avec le mouvement Alternative pour un programme républicain, écologiste et socialiste, créé par Marie-Noëlle Lienemann et Emmanuel Maurel après leur départ du PS — rapprochement qui conduit à la formation de la Gauche républicaine et socialiste —, 223 délégués (principalement des Hauts-de-France) votent la refondation du Mouvement des citoyens et élisent Jean-Marie Alexandre président. Les deux parlementaires du MRC, Sabine Van Heghe (sénatrice du Pas-de-Calais) et Christian Hutin (député du Nord), participent à cette refondation,,.
Contrairement à Jean-Pierre Chevènement qui soutient Emmanuel Macron en vue de l'élection présidentielle de 2022, le MDC choisit Anne Hidalgo, la candidate socialiste qui ne recueillera que 1,74 % des suffrages.
Lors de son assemblée générale du 20 mars 2023, le MDC décide d'adhérer à La Convention, le nouveau mouvement de Bernard Cazeneuve.

## Direction nationale du MDC
- Présidents
  - 1992-1993 : Max Gallo
  - 1993-2001 : Jean-Pierre Chevènement
  - 2001-2003 : Georges Sarre
- Secrétaires généraux
  - 1992-1995 : Jean-Luc Laurent
  - 1995-1998 : Michel Suchod
  - 1998-2003 : Paul Loridant
- Premiers secrétaires
  - Depuis 2018 : Jean-Marie Alexandre

## Élus
- 2 conseillères départementales : Nathalie Delbart (Béthune), Evelyne Nachel (Liévin)
- 1 maire : Laurent Poissant (Mazingarbe)

## Identité visuelle

Premier logo
Logo de 2018 à 2024.
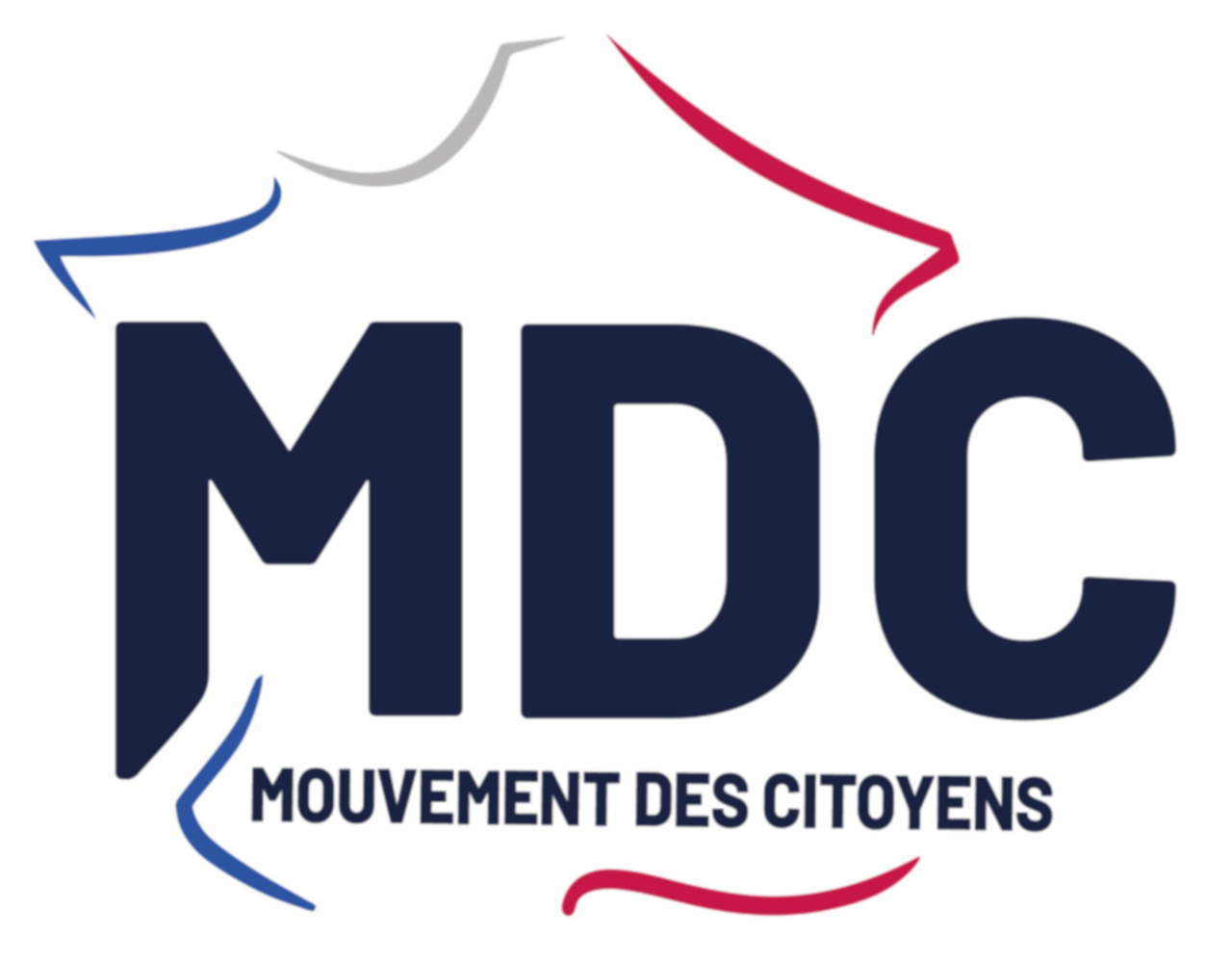
Logo depuis 2024.